# Мінас Хандзідіс
Мінас Хандзідіс (грец. Μηνάς Χατζίδης, нар. 4 липня 1966, Ессен) — грецький футболіст, що грав на позиції півзахисника.
Виступав, зокрема, за клуб «Олімпіакос», а також національну збірну Греції.
Дворазовий володар Кубка Греції. 

## Клубна кар'єра
Народився в німецькому Ессені, займався футболом у декількох місцевих футбольних школах. У дорослому футболі дебютував 1985 року виступами за команду «Баєр 04», в якій провів три сезони, взявши участь у 24 матчах чемпіонату. 
Протягом 1988—1988 років захищав кольори команди клубу «Бохум».
Своєю грою за останню команду привернув увагу представників тренерського штабу клубу «Олімпіакос», до складу якого приєднався 1988 року. Відіграв за клуб з Пірея наступні вісім сезонів своєї ігрової кар'єри. Більшість часу, проведеного у складі «Олімпіакоса», був основним гравцем команди. За цей час двічі виборював титул володаря Кубка Греції.
Згодом з 1996 по 2000 рік грав у складі команд клубів «Касторія», «Іракліс», «Верія» та «Вупперталь».
Завершив професійну ігрову кар'єру у клубі «Ельферсберг», за команду якого виступав протягом 2000—2002 років.

## Виступи за збірну
1994 року дебютував в офіційних матчах у складі національної збірної Греції. Протягом кар'єри у національній команді, яка тривала усього один рік, провів у формі головної команди країни 10 матчів, забивши 1 гол.
У складі збірної був учасником чемпіонату світу 1994 року у США.

## Титули і досягнення
- Володар Кубка Греції (2):

«Олімпіакос»:  1989-1990, 1991-1992